# Chris Perez (baseball)
Pour les articles homonymes, voir Chris Perez.
Christopher Ralph Perez Mercedes (né le 1er juillet 1985 à Bradenton, Floride, États-Unis) est un ancien joueur de baseball professionnel. Il évolue de 2008 à 2014 dans la Ligue majeure de baseball.
Lanceur de relève droitier, il s'illustre comme stoppeur des Indians de Cleveland de 2010 à 2013, réalisant pour ce club 124 des 133 sauvetages réussis durant sa carrière. Il est invité au match des étoiles en 2011 et 2012.

## Carrière

### Cardinals de Saint-Louis

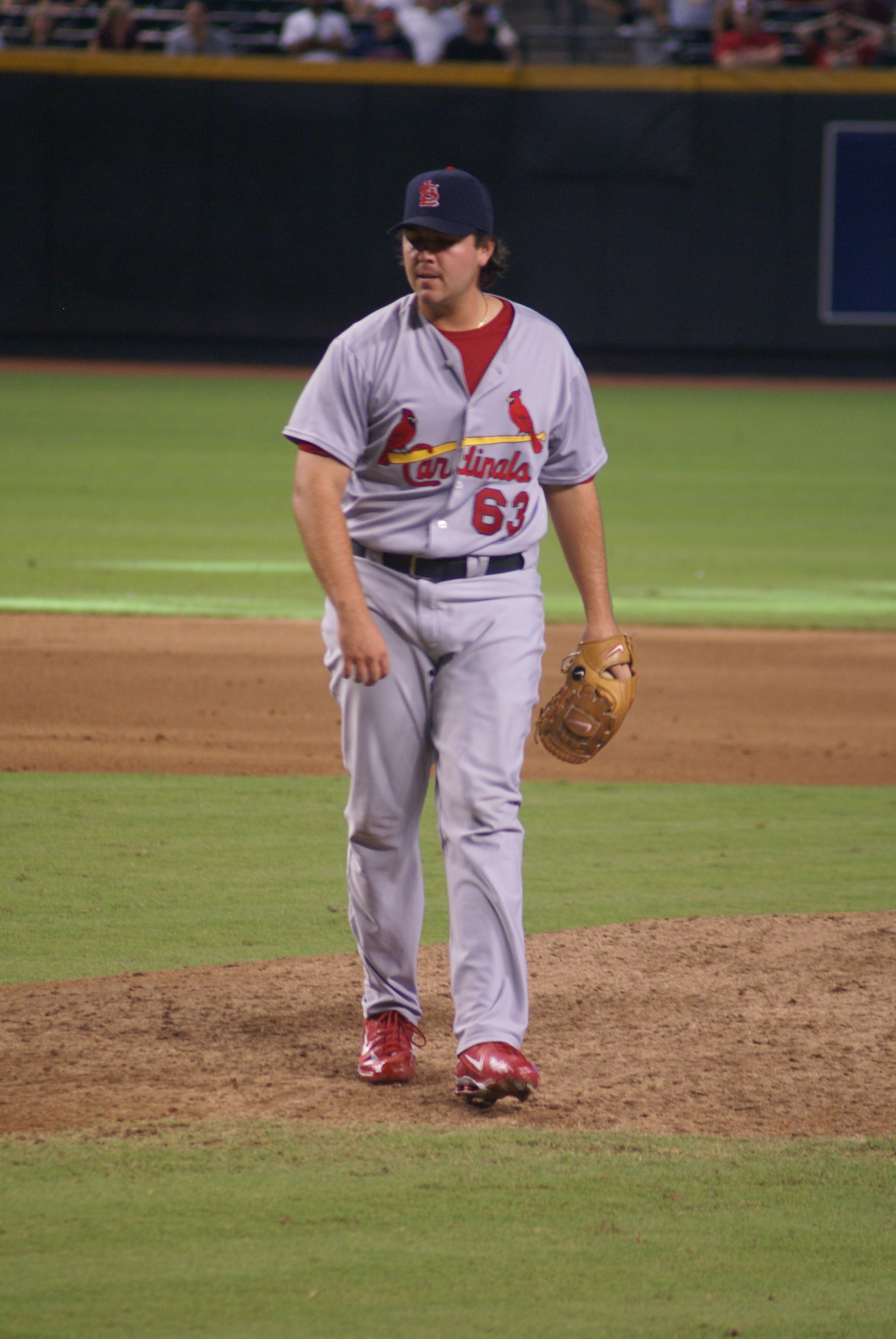
Chris Perez en 2008 avec les Cardinals de Saint-Louis.

Après sa carrière universitaire chez les Miami Hurricanes, Chris Perez est drafté au premier tour de sélection par les Cardinals de Saint-Louis en 2006.
Il évolue dès 2007 en AAA avec les Memphis Redbirds, club-école des Cardinals. Appelé dans l'effectif actif des Cards le 16 mai 2008, il effectue le jour même ses débuts en Ligue majeure. Chris lance une manche sans accorder de points. Il dispute un total de 41 matchs en Ligue majeure lors de la saison 2008, pour 3 victoires, 3 défaites et une moyenne de points mérités de 3,46.
Lors de l'entraînement de printemps 2009, Perez se blesse et est reversé en Ligue mineure. Il y joue trois matchs pour se préparer à la suite de sa blessure avant de rejoindre les Cardinals en Majeure.

### Indians de Cleveland
Il est échangé le 27 juin aux Indians de Cleveland à l'occasion du transfert de Mark DeRosa. Activé le 29 juin par les Indians, Chris joue son premier match sous l'uniforme des Indians le même jour. Il participe à 32 matchs avec les Indians lors de la deuxième partie de la saison 2009.
Perez devient stoppeur en 2010. Il enregistre 23 sauvetages pour une moyenne de points mérités de seulement 1,71.
En 2011, il est pour la première fois invité au match des étoiles et y lance une manche, accordant un double à son ancien receveur chez les Cardinals, Yadier Molina. La moyenne de points mérités de Perez à la fin de la saison n'est pas aussi brillante que l'année précédente mais s'élève à un honorable 3,32. Toujours stoppeur des Indians, il réussit 36 sauvetages, pour le 4e plus haut total de la Ligue américaine.

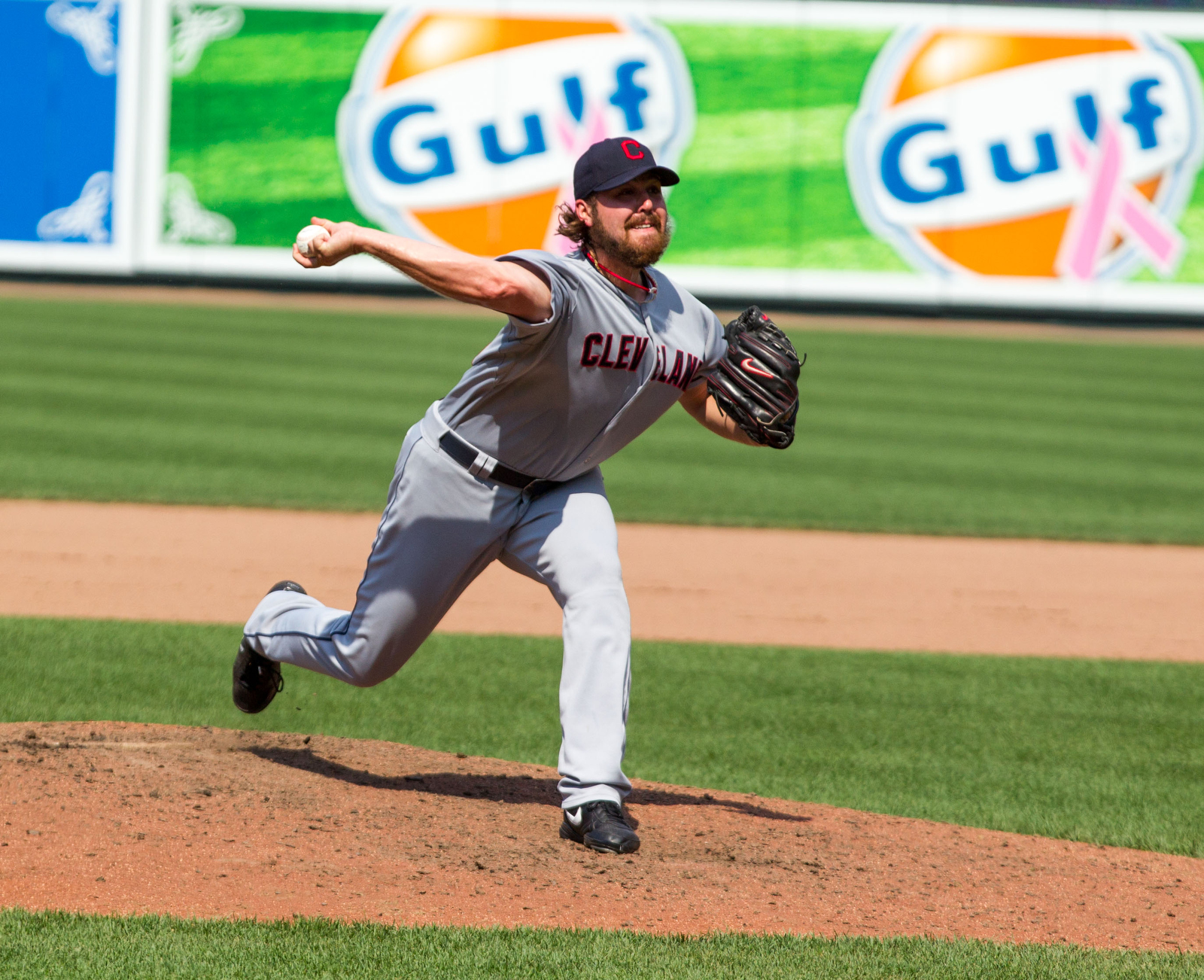
Chris Perez lançant en 2012 lors d'un match des Indians de Cleveland.

En 2012, Perez reçoit sa seconde sélection au match des étoiles. Il réalise 39 sauvetages, un sommet en carrière, malgré encore une fois une moyenne de points mérités (3,59) plus élevée et une fiche d'aucune victoire et quatre défaites.
En 2013, ses performances déclinent avec une moyenne de points mérités de 4,33 en 54 manches au monticule. Gagnant de 5 matchs contre 3 défaites, il réussit 25 sauvetages. Ses performances inégales lui font cependant perdre son poste de stoppeur en fin de campagne et il ne joue pas en séries éliminatoires. Il est libéré par Cleveland le 31 octobre 2013 et devient agent libre.

### Dodgers de Los Angeles
Le 24 décembre 2013, Chris Perez signe un contrat d'un an avec les Dodgers de Los Angeles. En 49 matchs pour le club californien, il ne fait guère mieux qu'à sa dernière saison à Cleveland : moyenne de points mérités de 4,27 en 46 manches et un tiers lancées, et 39 retraits sur des prises pour une moyenne de 7,6 par 9 manches lancées, comparativement à 9 l'année précédente. Perez remporte une victoire, encaisse 3 défaites et réussit un sauvetage pour les Dodgers.

### Fin de carrière
Le 4 février 2015, Perez signe un contrat des ligues mineures avec les Brewers de Milwaukee. Il est libéré le 29 mars suivant, à quelques jours du début de la saison. Il est rengagé quelques jours plus tard dans un geste posé uniquement afin de redéfinir les termes financiers du contrat. Néanmoins, Perez n'est pas sur l'effectif des Brewers au match d'ouverture de la saison 2015 des Brewers.
Assigné aux mineures, il affiche une moyenne de points mérités de 9,39 avec 8 points accordés en seulement 7 manches et deux tiers lancées pour les Sky Sox de Colorado Springs, le club-école Triple-A des Brewers. Il est officiellement, à sa demande, libéré de ce contrat des ligues mineures le 27 avril 2015.
Le 24 juin 2015, Chris Perez est écope de 50 matchs de suspension pour avoir contrevenu à la politique antidrogue des Ligues majeures de baseball. L'offense est décrite comme un abus de substances (drug of abuse en anglais),, qui dans la terminologie employée par la ligue ne décrit pas un produit dopant censé augmenter les performances physiques, mais plutôt une drogue récréative, (autre que le cannabis, officieusement toléré par la MLB).
Le 1er juillet 2015, Perez signe un contrat des ligues mineures avec les Orioles de Baltimore, mais ne peut rejoindre ni l'équipe, ni l'un de ses clubs-écoles, avant d'avoir d'avoir passé l'équivalent de 50 matchs, soit la durée de sa suspension, sur l'effectif.
Sans avoir joué un match pour les Orioles ou l'un de leurs affiliés, Perez annonce sa retraite le 22 août 2015.

## Vie personnelle
Le 4 juin 2013, Chris Perez et son épouse Melanie sont arrêtés à Rocky River en Ohio après la découverte par l'escouade des narcotiques d'un paquet contenant de la marijuana sur lequel apparaissait l'adresse de la maison louée par le couple. Le paquet en question était adressé à Brody Baum : Baum étant le nom de jeune fille de Melanie Perez et Brody le nom du chien du couple. Le 3 septembre suivant, Chris Perez enregistre un plaidoyer de non contestation, est automatiquement trouvé coupable et condamné à une amende de 250 dollars, à une année de probation et à des travaux communautaires consistant à parler aux jeunes au sujet de la drogue.

## Statistiques
| Saison | Équipe    | G   | GS | CG | SHO | V | D | SV | IP    | SO  | ERA  |
| ------ | --------- | --- | -- | -- | --- | - | - | -- | ----- | --- | ---- |
| 2008   | St-Louis  | 41  | 0  | 0  | 0   | 3 | 3 | 7  | 41.2  | 42  | 3,46 |
| 2009   | St-Louis  | 29  | 0  | 0  | 0   | 1 | 1 | 1  | 23.2  | 30  | 4,18 |
| 2009   | Cleveland | 32  | 0  | 0  | 0   | 0 | 1 | 1  | 33.1  | 38  | 4,32 |
| 2010   | Cleveland | 63  | 0  | 0  | 0   | 2 | 2 | 23 | 63.0  | 61  | 1,71 |
| Totaux | Totaux    | 165 | 0  | 0  | 0   | 6 | 7 | 32 | 161.2 | 171 | 3,06 |

Note : G = Matchs joués ; GS = Matchs comme lanceur partant ; CG = Matchs complets ; SHO = Blanchissages ; 
V = Victoires ; D = Défaites ; SV = Sauvetages ; IP = Manches lancées ; SO = Retraits sur des prises ; ERA = Moyenne de points mérités.